# Marek Vintr
Marek Vintr (* 1. srpna 1997, Brno) je český fotbalový záložník hrající za FK Hodonín v MSFL. Jeho dvojče Ondřej byl spoluhráč ve Zbrojovce.

## Klubová kariéra
Vintr je odchovancem brněnské Zbrojovky. V první lize debutoval 13. května 2018 v utkání 28. kola na hřišti Teplic, když vystřídal na závěrečné minuty. V sezoně 2018/19 hostoval ve třetiligovém Vyškově. V sezoně se mu střelecky velmi dařilo, ve 28 zápasech vstřelil 18 gólů, zaznamenal i sérii šesti zápasů v řadě se vstřeleným gólem. Na podzim 2019 hostoval v Líšni. Na jaře 2020 začal pravidelně nastupovat za Zbrojovku, které pomohl k postupu do 1. české ligy. V té debutoval 22. srpna 2020 v utkání 1. kola proti Spartě. Nastoupil i do dalších 2 utkání, poté ho ale zbrzdilo svalové zranění.